# Stefanus IV van Hongarije
Stefanus IV van Hongarije (circa 1133 -  Zemun, 11 april 1165) was in 1163 enkele maanden koning van Hongarije. Hij behoorde tot het huis Árpáden.

## Levensloop
Hij was de derde zoon van koning Béla II de Blinde van Hongarije en Helena van Servië. Nadat zijn vader in 1141 stierf, werd zijn oudste broer Géza II koning van Hongarije. 
Tijdens zijn koningschap gaf Géza II aan zijn jongere broers Ladislaus II en Stefanus IV jaarlijks een bepaald inkomen, tot hij rond het jaar 1152 zijn zoon Stefanus III tot officiële troonopvolger benoemde. Stefanus was daar niet tevreden mee en kwam samen met zijn broer Ladislaus II in opstand tegen Géza. Stefanus voerde zelfs samenzweringen om zijn broer af te zetten en nadat dit in 1156 uitlekte, vluchtte Stefanus IV uit angst om geëxecuteerd te worden naar het Heilig Roomse Rijk.
Keizer Frederik I Barbarossa probeerde te bemiddelen tussen Géza II en Stefanus IV en stuurde daarom enkele gezanten naar Hongarije. Omdat hij echter een invasie in Italië plande, besloot Frederik I Barbarossa al snel om zich niet meer met dit conflict bezig te houden en hij verzocht Stefanus IV het Heilig Roomse Rijk te verlaten. Hierop ging Stefanus in de stad Constantinopel wonen, hoofdstad van het Byzantijnse Rijk. Keizer Manuel I Komnenos verwelkomde hem hartelijk en arrangeerde een huwelijk tussen Stefanus IV en zijn nicht Maria Komnena, waardoor hij zich tot de Orthodoxe kerk moest bekeren. Het huwelijk bleef kinderloos.
In mei 1162 stierf Géza II, waarna zijn zoon Stefanus III de nieuwe koning van Hongarije werd. Daarop stuurde keizer Manuel I Komnenos enkele gezanten naar Hongarije om de edelen te overtuigen om Stefanus IV tot koning van Hongarije te benoemen. De Hongaarse adel moest echter niets van Stefanus IV weten omdat ze dachten dat keizer Manuel I Komnenos de echte macht in Hongarije zou uitoefenen in het geval dat Stefanus IV tot koning werd benoemd. Daarop stuurde Manuel I Komnenos een leger naar de Hongaarse grens, waarna nieuwe onderhandelingen begonnen tussen de Byzantijnse gezanten en de Hongaarse adel. Uiteindelijk werd beslist om Stefanus' oudere broer Ladislaus II tot koning van Hongarije te benoemen. Toen Ladislaus II koning werd schonk hij een derde van Hongarije aan Stefanus IV.
In januari 1163 stierf Ladislaus II, waarna Stefanus zijn broer opvolgde als koning van Hongarije. De aartsbisschop van Esztergom weigerde Stefanus IV echter te kronen en excommuniceerde hem zelfs, omdat hij vond dat Stefanus III nog steeds de rechtmatige koning van Hongarije was.
Stefanus IV voerde een repressief beleid ten opzichte van zijn tegenstanders, waardoor een groot deel van de Hongaarse adel de kant van Stefanus III koos en tegen Stefanus IV begon samen te zweren. Daarom vroeg Stefanus IV militaire steun aan keizer Manuel I Komnenos. Toen in Hongarije uitlekte dat de Byzantijnse troepen op komst waren, werd de Hongaarse adel bang en Stefanus' positie werd hierdoor sterker. Stefanus IV besloot daarop om de Byzantijnse troepen terug te sturen. Dit bleek echter geen goede beslissing, want kort na het vertrek van de Byzantijnse troepen uit Hongarije brak er opnieuw opstand uit tegen Stefanus IV. 
Ondertussen sloot Stefanus III een bondgenootschap met de ontevreden Hongaarse adel en met keizer Frederik I Barbarossa. Hij stelde een leger samen en begon aan een militaire campagne. Op 19 juni 1163 werd nabij de stad Székesfehérvár de beslissende veldslag uitgevochten, waarbij Stefanus IV een nederlaag leed en zelfs gevangengenomen werd. Op verzoek van de aartsbisschop van Esztergom liet Stefanus III zijn oom echter al snel vrij. 
Daarop vroeg Stefanus IV een audiëntie aan bij keizer Manuel I Komnenos, waarbij hij aan de keizer vroeg om hem te helpen om de Hongaarse troon te heroveren. Manuel I Komnenos mobiliseerde zijn leger, maar besefte al snel dat Stefanus IV zeer weinig steun had in Hongarije. Daarop begon Manuel I Komnenos vredesonderhandelingen met Stefanus III. Bij het vredesakkoord kreeg Manuel I Komnenos het Servische Sirmium, op voorwaarde dat hij Stefanus IV nooit meer zou steunen.  
Stefanus IV besloot daarna steun te vragen aan keizer Frederik I Barbarossa, maar ook dat mislukte. Hierop trok hij zich terug in de stad Zemun. In de lente van 1165 schond zijn neef Stefanus III echter het vredesakkoord met keizer Manuel I Komnenos door Sirmium binnen te vallen, waarna hij optrok naar het fort van Zenum. Na een succesvolle belegering veroverde Stefanus III het fort, waarna hij enkele Hongaarse bedienden van Stefanus IV omkocht. Deze bedienden kregen de opdracht om Stefanus IV langzaam te vergiftigen, waardoor hij in april 1165 stierf. Stefanus IV werd aanvankelijk begraven in de kerk van Zenum en later overgebracht naar de basiliek van Székesfehérvár.